# قطعنامه ۱۵۷۰ شورای امنیت
قطعنامه ۱۵۷۰ شورای امنیت سازمان ملل متحد که در تاریخ ۲۶ اکتبر ۲۰۰۴ تصویب شد، سندی بین‌المللی دربارهٔ بررسی وضعیت در مورد سودان است. این قطعنامه طی نشست ۵۰۶۳ام با ۱۵ رای موافق، ۰ مخالف و ۰ ممتنع تصویب شد.